# فار کرای ۳
فار کرای ۳‏ (به انگلیسی: Far Cry 3) یک بازی ویدئویی است که در سبک‌های تیراندازی اول شخص، اکشن-ماجراجویی و دنیای آزاد توسط یوبی‌سافت مونترآل توسعه یافته و به‌وسیلهٔ یوبی‌سافت منتشر شده‌است. این بازی ابتدا در ۲۹ نوامبر ۲۰۱۲ در استرالیا و سپس با فاصله چند روز در اروپا و آمریکای شمالی در دسترس عموم قرار گرفت. فار کرای ۳ در تاریخ ۷ مارس ۲۰۱۳ در ژاپن نیز منتشر شد.
این بازی توسط یوبی‌سافت برای پلتفرم‌های پلی‌استیشن ۳، ایکس‌باکس ۳۶۰ و مایکروسافت ویندوز منتشر شده‌است.
طراحی این بازی بر عهدهٔ کوین گیلمت، جیمی کین و آندریا زانینی بوده‌است و آهنگسازی و صداگذاری بازی توسط برایان تایلر انجام شده‌است. تهیه‌کنندگی این قسمت فار کرای را «دن‌های» بر عهده داشته‌است.
فار کرای ۳ داستان و شخصیت‌های متفاوتی نسبت به قسمت‌های پیشین دارد. داستان این بازی پیرامون چند جوان است که برای تفریح و خوشگذرانی به جزیره «روک»، واقع در اقیانوس آرام سفر کرده‌اند و در آنجا توسط دزدان دریایی به اسارت درآمده‌اند. کاراکتر اصلی و تنها شخصیت قابل کنترل بازی، «جیسون برادی» یک توریست آمریکایی است. «واس و سیترا مونته‌نگرو» جزو دیگر شخصیت‌های پایه این بازی هستند. بازی در دو بخش جزیره شمالی و جزیره جنوبی پیگیری می‌شود که هرکدام تحت کنترل یکی از دشمنان جیسون هستند. جیسون برادی به عنوان تنها کاراکتر قابل کنترل بازی با تلاش خود برای نجات دوستانش و نیز فرار از این جزیره، داستان فار کرای ۳ را شکل می‌دهد که به مرور زمان درگیر جزئیات بیشتری شده و افراد بیشتری وارد ماجرا می‌شوند.
یوروگیمر مناظر طبیعی و حیات وحش فار کرای ۳ را یک دستاورد فنی شگفت‌آور توصیف کرده و نمره کامل ۱۰ از ۱۰ را به این بازی داد؛ اما گیم تریلرز از حس تکراری که جزیره روک به گیمر می‌دهد انتقاد کرده و این بازی را شبیه کیش یک آدم‌کش خوانده‌است و نمره ۸٬۶ از ۱۰ را به این بازی داد. فار کرای ۳ موفق شد در نهمین دوره جوایز آکادمی بازی‌های رایانه‌ای بریتانیا برنده جایزه بهترین بازی اکشن شود.
فار کرای ۳ در هفته دهم پس از انتشار با فروش جهانی ۱٬۸۹۱٬۸۸۰ نسخه ایکس‌باکس ۳۶۰، ۱٬۶۱۰٬۰۰۳ نسخه پلی‌استیشن ۳ و ۴۴۰٬۱۳۵ نسخه مایکروسافت ویندوز در مجموع حدود ۴ میلیون نسخه به فروش رساند. تا فوریه ۲۰۱۳ حدود ۴٬۵ میلیون نسخه از این بازی به فروش رسیده و در نهایت تا تاریخ ۳۰ اکتبر ۲۰۱۴ تعداد نسخه‌های فروخته شده این بازی به ۱۰ میلیون نسخه رسید. به دنبال موفقیت‌های این بازی، دنباله‌ای نیز با عنوان فار کرای ۴ در سال ۲۰۱۴ منتشر شد.

## گیم‌پلی

قسمتی از نقشه جزیره شمالی در فار کرای ۳. مناطق سبز رنگ نشان‌دهنده مناطق تحت کنترل بومیان و مناطق قرمز مناطق تحت کنترل دزدان دریایی هستند.

گیم‌پلی فار کرای ۳ نسبت به نسخه پیشین پیشرفت زیادی داشته‌است. ۱۸ برج رادیویی در نقشه بازی قرار داده شده‌است که بازکردن هر یک از این برجک‌ها بخشی از جزئیات نقشه را برای جیسون قابل رویت می‌کند. همچنین بیش از ۳۰ پایگاه دشمن در نقشه این بازی وجود دارد که با فتح هرکدامشان، آن پایگاه تبدیل به پایگاه نیروهای خودی (بومیان) می‌شود. بزرگ‌ترین تهدید برای جیسون برادی و دوستانش در جزیره روک، گروه دزدان دریایی و رهبرشان واس مونته‌نگرو است اما این تنها خطر موجود در جزیره نیست، نقشه فار کرای ۳ مملو از حیوانات وحشی چون ببر، پلنگ، اژدهای کمودو، خرس، کوسه و تمساح است، اما این حیوانات به همان میزان که می‌توانند خطرناک باشند مفید نیز هستند و می‌توان با پوست‌شان کیف پول، کیف سلاح‌ها، کیف داروهای گیاهی و دیگر موارد این چنینی را ارتقا داد.
سلاح‌ها در این بازی به دسته‌های مختلفی چون سلاح‌های سبک، سلاح‌های تهاجمی، شاتگان، تک‌تیراندازها، سلاح‌های سرد و غیره دسته‌بندی شده‌اند که در منوی خرید قابل مشاهده است. با پیشروی بازی و انجام مأموریت‌ها، دستیابی به سلاح‌های بیشتری برای بازیکن ممکن می‌شود و علاوه بر این، ۷ سلاح ویژه در بازی وجود دارد که پس از انجام مأموریت‌های خاص دسترسی به آن‌ها امکانپذیر خواهد شد. در مجموع بیش از ده‌ها اسلحه برای استفاده در دسترس گیمر قرار می‌گیرد که در کامل‌ترین حالت کیف اسلحه، ۴ سلاح به‌طور هم‌زمان قابل حمل هستند. هر سلاح قابلیت مجهز شدن با متعلقات بیشتری همچون دوربین‌های قوی‌تر، صدا خفه‌کن، خشاب اضافه و … را داراست که این متعلقات در طول بازی در دسترس قرار می‌گیرند.
در فار کرای ۳ قابلیت جدیدی اضافه شده‌است که با استفاده از آن گیمر می‌تواند به‌طور آنی بین پایگاه‌های خودی جابجا شود. این مکان‌ها، همان پایگاه‌های دزدان دریایی است که گیمر آن‌ها را فتح کرده‌است و تعداد محدودی از این مکان‌ها نیز در مراحل بازی ایجاد می‌شود. در این مکان‌ها فروشگاه وجود دارد که در بازی از آن به عنوان Automated Store یاد می‌شود. در این فروشگاه‌ها می‌توانید لوازمی که جمع کرده‌اید بفروشید یا اسلحه و تجهیزات مورد نیاز خود را بخرید (به جز مواردی که نیاز به مهارت و یادگیری است مانند ساخت کیف پول از پوست حیوانات). همچنین وسایل نقلیه‌ای چون خودروهای سبک و سنگین، قایق، جت اسکی، گلایدر و هلیکوپتر در بازی وجود دارند که با استفاده از آن‌ها بازیکن می‌تواند در نقشه بزرگ بازی به حرکت و جابجایی خود سرعت ببخشد.
بازگردانی سلامت از دست‌رفته جیسون در بازی دو روش دارد: استفاده از گیاهان دارویی و استفاده از دانش و مهارت پزشکی خودش. در روش اول گیمر می‌تواند با جمع‌آوری گیاهان دارویی موجود در نقشه که با رنگ‌های مختلف مشخص شده‌اند، از آن‌ها در جهت بهبود زخم‌ها، آسیب‌ناپذیری موقت و زیرآب ماندن به مدت طولانی استفاده کند. در روش دوم جیسون از مهارت‌های پزشکی خودش استفاده خواهد کرد؛ به عنوان مثال پس از سقوط از ارتفاع استخوان شکسته خود را با ضربه‌ای محکم و ناگهانی جا می‌اندازد یا پس از اصابت ترکش و گلوله آن را با پنس از بدن خود خارج و جای زخم را پانسمان می‌کند.
نکته دیگری که سبب جذابیت گیم‌پلی این بازی شده‌است سیر تکاملی تبدیل جیسون برادی از یک توریست خوشگذران به یک وحشی است که باید برای زنده‌ماندنش بجنگد. در فار کرای ۳ سبک مخفی‌کاری جزو اصول اصلی گیم‌پلی محسوب می‌شود و گیمر در این رابطه آزادی عمل کامل دارد؛ به عنوان مثال برای فتح ساده‌تر پایگاه دشمن از راه مخفی‌کاری می‌توان بوق هشدار را غیرفعال کرد، در قفس حیوانات را از بین برد تا به دشمن حمله‌ور شوند یا این‌که یک بمب سی۴ را به یک جیپ بدون سرنشین وصل کرد و آن را به میان پایگاه دشمن فرستد.
همچنین بخش جدیدی تحت عنوان کسب تجربه به گیم پلی این بازی افزوده‌است که با توجه به تجربه‌ای که جیسون در طول بازی کسب می‌کند مهارت‌های جدیدی به دست می‌آورد و این مهارت‌ها به صورت خالکوبی بر روی دست وی حک می‌شود. این مهارت‌ها با توجه به کاربردی که دارند به سه دسته عنکبوت، ققنوس و کوسه تقسیم می‌شوند.

یکی از بومیان در حال تیراندازی به دزدان دریایی

از دیگر جذابیت‌های فوق‌العاده بازی این است که بازیکن (شخصیت جیسون برودی) از صفر شروع می‌کند و ابتدا هیچ چیز ندارد. در ابتدا تنها می‌توان یک اسلحه با ۲۰ عدد فشنگ جابجا کرد و مقدار کمی پول و لوازم برداشت. به مرور طبق راهنمای بازی، بازیکن باید با استفاده از پوست حیوانات برای خود کیف پول بزرگتر (تا سقف ده هزار دلار)، جا تفنگی (تا سقف ۴ اسلحه) و ۴ مهمات (C4 و مین و نارنجک و …)، کوله نگهداری لوازم، جعبه نگهداری کیت‌های دارویی (افزایش خون، بسته‌های دارویی شکار، ضد حریق و افزایش توانایی در شنا و نگهداشتن نفس هنگام تیراندازی)، جمع‌آوری کند.
در گوشه و کنار جزیره، صندوقچه‌هایی وجود دارد که درون آن‌ها لوازم و پول است. با جمع‌آوری آن‌ها می‌توان موجودی پول را افزایش داد. همچنین با گشتن لباس دشمنان و هر شخص کشته شده‌ای، می‌توانید پول و لوازمی که داشته‌اند را بردارید و در نهایت در فروشگاه‌ها، اجناس یا حتی پوست حیوانات را در صورت عدم نیاز، بفروشید و مهمات بخرید.
در سراسر نقشه بازی، دکل‌هایی وجود دارد که در بازی از آن‌ها به عنوان Radio Tower یاد می‌شود. این دکل‌ها مناطق نقشه را روشن و مشخص می‌کنند که البته طور پیش‌فرض غیرفعال هستند که گیمر در حین بازی نیاز به فعال کردن آن‌ها برای تسلط بر نقشه بازی دارد. جذابیت این دکل‌ها به سختی فعال‌سازی آن‌هاست. هر قدر که جلوتر می‌روید بالارفتن از این دکل‌ها سخت‌تر می‌شود. زیرا دکل‌ها دارای قسمت‌های شکسته شده زیادی هستند. گاهی باید دقیقه‌ها فکر کنید تا راهی برای دستیابی به بالاترین نقطه دکل (برای فعال‌سازی مدار Radio Tower) بیابید.
شخصیت پردازی و داستان بازی یکی دیگر از جذابیت‌های این بازی است. در بسیاری از مواقع که به جایی حمله‌ور می‌شوید (پس از طی چندین مرحله از آغاز بازی)، دشمنان اسم بازیکن را می‌برند و می‌گویند: "این همان جیسون برودی است" یا "جیسون برودی! کجایی!" یا "جیسون برودی! من دارم میام که تو رو بکشم".
غیر از مراحل اصلی بازی، گیمر می‌تواند برای سرگرمی، در قبال دریافت پول به انجام مراحل جانبی چون شکار حیوانات، عکاسی، و حتی شکار دشمنان تحت تعقیب بپردازد یا با بومیان جزیره در مسابقات دونفره پرتاب چاقو، قایق و ماشین سواری و رانندگی، شکار پرندگان، پاسور و … شرط‌بندی کند و پول کسب کند یا از دست بدهد.

### مکان‌ها
رویدادهای این بازی در جزیره‌ای واقع در میان اقیانوس آرام رخ می‌دهد. نقشه فار کرای ۳ از دو بخش جزیره شمالی و جزیره جنوبی تشکیل شده‌است. جزیره شمالی تحت کنترل «واس مونته‌نگرو» و دزدان دریایی‌اش است و جزیره جنوبی در اختیار «هیت ولکر» و ارتش مزدورش است. در ابتدا، بازی در جزیره شمالی آغاز می‌شود و با انجام مراحل و مأموریت‌ها رفتن به جزیره جنوبی نیز میسر می‌گردد.با پوشیدن لباس مزدور میتوان به این جزیره دست یافت. جزیره شمالی از لحاظ حیات وحش و بافت گیاهی غنی‌تر از جزیره جنوبی است و جانورانی مثل کوسه معمولاً فقط در جزیره شمالی یافت می‌گردند. در جزیره جنوبی سلاح‌های بیشتری در دسترس جیسون قرار می‌گیرد و همین‌طور دشمنان موجود در جزیره جنوبی (ارتش مزدور) قدرتمندتر از دشمنان جزیره شمالی (دزدان دریایی) هستند.

### بخش چندنفره
بخش چندنفره فار کرای ۳ در مقایسه با دو بازی قبل این سری پیشرفت‌های زیادی داشته‌است. نخستین پیشرفت‌های قابل مشاهده، بهبود کنترل شخصیت، پررنگ‌تر شدن فیزیک شخصیت‌ها و وزن آن‌ها است. این بخش از بازی توسط استودیو یوبی‌سافت مسیو سوئد طراحی شده‌است. این استودیو پیش‌تر در فرایند ساخت کیش یک آدم‌کش: افشاگری‌ها نیز ایفای نقش نمود. دیوید پالفلت، مدیرعامل این استودیو، طراحی این بخش از بازی را الهام گرفته از بازی‌های اجتماعی و مستقل معرفی کرده‌است که حتی از طریق گوشی‌های تلفن همراه هوشمند نیز قابل انجام است. بخش چندنفره این بازی از چندین وضعیت (Mode) تشکیل شده‌است که برخی از آن‌ها نسبت به نسخه‌های پیشین و حتی بازی‌های هم‌سبک نیز جدید و نوآورانه بوده‌است. در مجموع ۱۰ نقشه در این بخش وجود دارد که در کنار آن، بازیکنان می‌توانند به طراحی نقشه‌های جدید و انجام بازی در آن بپردازند.

## داستان

جیسون سوار بر گلایدر در ساحل جزیره روک

داستان فار کرای ۳ پیرامون یک گردشگر به نام جیسون برادی است که به همراه دو برادرش و دوستانش برای تفریح و خوشگذرانی به جزیره روک، واقع در اقیانوس آرام رفته و در آنجا وی و یکی از برادرانش توسط گروه دزدان دریایی به اسارت در می‌آیند و هنگامی که دست به فرار می‌زنند برادرش توسط واس، رئیس دزدان دریایی کشته می‌شود. طی این دوره جیسون دچار تغییرات روحی و روانی شده و از یک توریست نازپرورده به یک آدمکش تبدیل می‌شود.
در ادامه جیسون با یکی از بومیان جزیره به نام «دنیس راجرز» آشنا می‌شود و وی مسئولیت آموزش زنده ماندن در جزیره به جیسون را بر عهده گرفته و سپس جیسون را پیش سیترا، خواهر دشمن اصلی جیسون و همین‌طور رئیس بومیان جزیره می‌برد، در طول بازی سیترا تلاش می‌کند بر اساس آئین‌های جادویی به جیسون برادی در جهت تبدیل شدن به یک «جنگجوی کامل» کمک کند. شخصیت خاص هریک از کاراکترهای بازی مخصوصاً «واس مونته‌نگرو» باعث شکل‌گیری داستان بازی شده‌است.
در طی بازی، جیسون عموماً مشغول به انجام مراحلی‌ست که توسط سیترا، دنیس یا دوستانش به وی محول شده‌اند. عمده این مراحل یه جهت اخلال در مسیر فعالیت‌های «واس مونته‌نگرو» و «هیت ولکر» صورت می‌پذیرد. در طول داستان بازی، ۳۹ مرحله اصلی و ۱۴ مرحله فرعی وجود دارد که طی انجام مراحل اصلی به تدریج روند قدرت گرفتن جیسون در جزیره و در طرف دیگر ضعیف شدن دزدان دریایی و قاچاقچیان به گیمر نمایش داده می‌شود.
در پایان بازی هنگامی که جیسون موفق شده‌است با طی مراحل، دوستان خود را از دست دزدان دریایی نجات دهد و واس و هیت را به قتل برساند به گیمر حق انتخاب داده می‌شود تا میان نجات دوستانش و ماندن با سیترا یک گزینه را انتخاب کند، در صورت انتخاب گزینه اول سیترا توسط دنیس کشته می‌شود و در صورت انتخاب گزینه دوم جیسون دوست‌دخترش را به قتل رسانده و خود نیز پس از رابطه جنسی با سیترا توسط خود وی کشته می‌شود.

## طراحی و ساخت
در سال ۲۰۰۸ مرحله پیش تولید فار کرای ۳ توسط شرکت یوبی‌سافت آغاز شد. در نوامبر ۲۰۰۹ «کوین شرت» اعلام کرد که «یوبی‌سافت مونترال» در حال توسعه فار کرای ۳ است و در مصاحبه‌های بعدی با مجله رسمی پلی‌استیشن این موضوع را رسماً تأیید کرد. در ۲۵ ژوئن ۲۰۱۲ یوبی‌سافت اعلام کرد که انتشار این بازی به تأخیر افتاده‌است. در ابتدا قرار بود فار کرای ۳ اوایل سپتامبر منتشر شود، اما «دن‌های»، تهیه‌کننده این بازی، علت این موضوع را نیاز به زمان بیشتر برای شکل‌بخشیدن به گیم‌پلی بازی به بهترین صورت ممکن اعلام کرد. 
مهم‌ترین پیشرفتی که در طراحی و ساخت بازی نسبت به نسخه‌های پیشین صورت گرفته‌است، پیشرفت گیم‌پلی بازی است. حیات وحش بسیار بزرگ، قابلیت بازگرداندن سلامتی و همین‌طور سلاح‌های بازی جزو نقاط مثبت طراحی بازی هستند. ساخت موسیقی متن فار کرای ۳ بر عهده برایان تایلر بوده‌است. وی پیشتر نیز وظیفه ساخت موسیقی متن بازی‌ها و فیلم‌هایی مثل چشم عقاب، ندای وظیفه: جنگاوری نوین ۳، جنون سرعت و بهترین بازی دنیا را نیز برعهده داشته‌است.

### موتور گرافیکی
فار کرای ۳ با موتور دنیا ۲ (Dunia Engine 2) ساخته شده‌است. استفاده از روشنایی واقعی، شکل‌گیری چرخه شب و روز، آب و هوای دینامیک و تغییر ناگهانی هوا از آفتاب محض به باران‌های سیل‌آسا و هوش مصنوعی غیر خطی از نکات مثبت موتور دنیا هستند اما در طرف دیگر تغییرات نامناسب ابرها در زمان دگرگونی آب و هوا از نکات منفی این موتور محسوب می‌شود. موتور دنیا ۲ برای کارکرد در ویندوزهای ویستا، ۷ و ۸ به دیرکت‌اکس ۱۰ و دیرکت‌اکس ۱۱ نیازمند است.

### محتواهای قابل دانلود
اولین محتوای قابل دانلود فار کرای ۳ برای به پلی‌استیشن به نام High Tides در ژانویه ۲۰۱۳ منتشر شد. این بسته شامل ۴ شخصیت تازه است که باید برای نجات از جزیره تلاش کنند. قیمت این بسته ۲۹٬۹۹ دلار است. ماینکرفت نام یکی دیگر از دی‌ال‌سی‌های بازی است که بر مبنای بازی جهان آزاد ماینکرفت ساخته شده‌است. دی‌ال‌سی Deluxe Bundle نیز یکی دیگر از محتواهای قابل دانلود بازی است که در تاریخ ۱۵ ژانویه ۲۰۱۳ منتشر شده و شامل ۶ مأموریت جدید و همین‌طور حیوانات و سلاح‌های جدیدتری است. قیمت این بسته ۶٬۹۹ پوند است.

### موسیقی متن و صداگذاری
موسیقی متن فار کرای ۳ توسط برایان تایلر ساخته شده و در ۴ دسامبر ۲۰۱۲ به صورت الکترونیکی منتشر شد. تایلر که پیشتر نیز وظیفه ساخت موسیقی متن بازی‌هایی چون ندای وظیفه: جنگاوری نوین ۳ و جنون سرعت را برعهده داشته‌است در موسیقی متن فار کرای ۳ از سبک‌هایی چون داب‌استپ بسیار بهره برده‌است. موسیقی متن این بازی از وبگاه Soundtrack Geek امتیاز ۷۲٬۹ از ۱۰۰ را دریافت کرد. وبگاه Square Enix Music موسیقی متن این بازی را یکنواخت و خسته‌کننده خوانده و امتیاز ۶ از ۱۰ را به این مجموعه صوتی داد. وبگاه ArtasticGaming در بررسی خود بر روی موسیقی متن این بازی، ترکیب نابجای سازهای موسیقی و ضرب‌گذاری‌های داب‌استپ را جزو نقاط ضعف این مجموعه برآورد کرده‌است، اما در مقابل همخوانی موسیقی متن با فضای بازی را جزو نقاط قوت دانسته‌است. این وبگاه در جمع‌بندی نهایی خود موسیقی متن فار کرای ۳ را مناسب یکی از بهترین بازی‌های تیراندازی سال ندانسته و آن را متوسط خوانده‌است.
| فار کرای ۳ (موسیقی متن اصلی بازی) | فار کرای ۳ (موسیقی متن اصلی بازی) | فار کرای ۳ (موسیقی متن اصلی بازی) |
| شماره                             | نام                               | مدت                               |
| --------------------------------- | --------------------------------- | --------------------------------- |
| ۱.                                | «فار کرای ۳‏»                      | ۵:۳۴                              |
| ۲.                                | «حرارت»                           | ۳:۳۳                              |
| ۳.                                | «راکیات»                          | ۳:۵۴                              |
| ۴.                                | «باد موسمی»                       | ۲:۵۲                              |
| ۵.                                | «سقوط درون رؤیا»                  | ۲:۱۹                              |
| ۶.                                | «سفری به جنون»                    | ۲:۵۵                              |
| ۷.                                | «جزیره روک»                       | ۵:۲۱                              |
| ۸.                                | «ما شما را می‌بینیم»               | ۳:۳۳                              |
| ۹.                                | «گنجینه ژانگ هی»                  | ۳:۳۵                              |
| ۱۰.                               | «تب رؤیا»                         | ۴:۱۰                              |
| ۱۱.                               | «ندای وحش»                        | ۳:۴۳                              |
| ۱۲.                               | «سفر بد»                          | ۵:۰۰                              |
| ۱۳.                               | «مسیر جنگجو»                      | ۷:۱۰                              |
| ۱۴.                               | «کودک گمشده»                      | ۳:۵۴                              |
| ۱۵.                               | «قطب‌نمای شکسته»                   | ۳:۲۰                              |
| ۱۶.                               | «سر غول»                          | ۲:۰۹                              |
| ۱۷.                               | «بیشتر (با همراهی سرنا مک‌کینی)»   | ۴:۰۴                              |

## انتشار و فروش
فار کرای ۳ ابتدا در ۲۹ نوامبر ۲۰۱۲ در استرالیا و سپس با فاصله چند روز در اروپا و آمریکای شمالی نیز در دسترس عموم قرار گرفت. فار کرای ۳ در تاریخ ۷ مارس ۲۰۱۳ در ژاپن نیز منتشر شد.
طبق گفته یوبی‌سافت تا فوریه ۲۰۱۳ حدود ۴٬۵ میلیون نسخه از این بازی به فروش رسید. این عدد بعداً به ۶ میلیون نسخه رسید.
فروش این بازی در پلتفرم ایکس‌باکس ۳۶۰ در ۱۰ هفته اول پس از انتشار به ترتیب در کشور آمریکا ۷۷۰٬۶۱۸ نسخه، بریتانیا ۴۱۶٬۸۱۱ نسخه، آلمان ۹۸٬۳۴۰ نسخه، فرانسه ۱۰۸٬۱۲۰ نسخه و ژاپن ۱۵٬۱۲۸ نسخه بود.

## انتشار و فروش برای رایانه شخصی
این بازی، برای نخستین بار برای ویندوز، در ۲۹ نوامبر ۲۰۱۲ در استرالیا عرضه شد. همچنین نخستین نسخه پشتیبان‌کننده از استیم این بازی نیز در منطقه آمریکای شمالی و در تاریخ ۴ دسامبر ۲۰۱۲ عرضه شد.
| عنوان                                    | انتشار دهنده | شماره ثبت | تاریخ انتشار   | محل انتشار   | ویژگی/بارکد  | درجه‌بندی سنی |
| ---------------------------------------- | ------------ | --------- | -------------- | ------------ | ------------ | ------------ |
| Far Cry 3 (The Lost Expeditions Edition) | یوبی‌سافت     |           | ۲۹ نوامبر ۲۰۱۲ | استرالیا     |              | MA           |
| Far Cry 3                                | یوبی‌سافت     |           | ۳۰ نوامبر ۲۰۱۲ | اروپا        |              | +۱۸          |
| Far Cry 3 (Insane Edition)               | یوبی‌سافت     |           | ۳۰ نوامبر ۲۰۱۲ | اروپا        |              | +۱۸          |
| Far Cry 3 (The Lost Expeditions Edition) | یوبی‌سافت     |           | ۳۰ نوامبر ۲۰۱۲ | اروپا        |              | +۱۸          |
| Far Cry 3                                | یوبی‌سافت     |           | ۴ دسامبر ۲۰۱۲  | ایالات متحده | 008888686316 | M            |
| Far Cry 3                                | یوبی‌سافت     | ۲۲۰۲۴۰    | ۴ دسامبر ۲۰۱۲  | ایالات متحده | Steam        | M            |
| Far Cry 3                                | یوبی‌سافت     |           | ۲۶ آوریل ۲۰۱۳  | ژاپن         |              |              |

## انتشار و فروش برای ایکس‌باکس ۳۶۰
نسخه ایکس‌باکس ۳۶۰ این بازی، برای نخستین بار در ۲۹ نوامبر ۲۰۱۲ در استرالیا عرضه شد.
| عنوان                                    | انتشار دهنده | شماره ثبت   | تاریخ انتشار   | محل انتشار   | ویژگی/بارکد     | درجه‌بندی سنی |
| ---------------------------------------- | ------------ | ----------- | -------------- | ------------ | --------------- | ------------ |
| Far Cry 3 (The Lost Expeditions Edition) | انتشار دهنده | ۳۰۰۰–۴۷۹۲۰  | ۲۹ نوامبر ۲۰۱۲ | استرالیا     |                 | MA           |
| Far Cry 3                                | انتشار دهنده | ۳۰۰۰–۴۷۹۰۲۸ | ۲۹ نوامبر ۲۰۱۲ | AS           |                 | M18          |
| Far Cry 3                                | انتشار دهنده |             | ۲۹ نوامبر ۲۰۱۲ | کره جنوبی    |                 | ۱۸           |
| Far Cry 3                                | انتشار دهنده |             | ۳۰ نوامبر ۲۰۱۲ | اروپا        |                 | ۱۸           |
| Far Cry 3 (Insane Edition)               | انتشار دهنده |             | ۳۰ نوامبر ۲۰۱۲ | اروپا        |                 | ۱۸           |
| Far Cry 3 (The Lost Expeditions Edition) | انتشار دهنده |             | ۳۰ نوامبر ۲۰۱۲ | اروپا        |                 | ۱۸           |
| Far Cry 3                                | انتشار دهنده |             | ۴ دسامبر ۲۰۱۲  | ایالات متحده | 008888526315    | M            |
| Far Cry 3                                | انتشار دهنده |             | ۲۶ فوریه ۲۰۱۳  | ایالات متحده | Games on Demand | M            |
| Far Cry 3                                | انتشار دهنده |             | ۲۶ فوریه ۲۰۱۳  | اروپا        | Games on Demand | +۱۸          |
| Far Cry 3                                | انتشار دهنده |             | ۲۶ فوریه ۲۰۱۳  | استرالیا     | Games on Demand | MA           |
| Far Cry 3                                | انتشار دهنده | JES1-00289  | ۷ مارس ۲۰۱۳    | ژاپن         |                 | Z            |
| Far Cry 3 (Classics)                     | انتشار دهنده |             | ۲۶ می ۲۰۱۳     | اروپا        | Games on Demand | +۱۸          |

## انتشار و فروش برای پلی‌استیشن ۳
نسخه پلی‌استیشن ۳ این بازی، برای نخستین بار در ۲۹ نوامبر ۲۰۱۲ در استرالیا عرضه شد.
| عنوان                                    | انتشار دهنده | شماره ثبت             | تاریخ انتشار   | محل انتشار   | ویژگی/بارکد           | درجه‌بندی سنی |
| ---------------------------------------- | ------------ | --------------------- | -------------- | ------------ | --------------------- | ------------ |
| Far Cry 3 (Insane Edition)               | یوبی‌سافت     |                       | ۲۹ نوامبر ۲۰۱۲ | استرالیا     |                       | MA           |
| Far Cry 3 (The Lost Expeditions Edition) | یوبی‌سافت     | BLES-01138            | ۲۹ نوامبر ۲۰۱۲ | استرالیا     |                       | MA           |
| Far Cry 3                                | یوبی‌سافت     | BLAS-50543            | ۲۹ نوامبر ۲۰۱۲ | AS           |                       | MA           |
| Far Cry 3                                | یوبی‌سافت     |                       | ۲۹ نوامبر ۲۰۱۲ | کره جنوبی    |                       | ۱۸           |
| Far Cry 3                                | یوبی‌سافت     |                       | ۳۰ نوامبر ۲۰۱۲ | اروپا        |                       | ۱۸           |
| Far Cry 3 (Insane Edition)               | یوبی‌سافت     |                       | ۳۰ نوامبر ۲۰۱۲ | اروپا        |                       | ۱۸           |
| Far Cry 3 (The Lost Expeditions Edition) | یوبی‌سافت     | BLES-01138            | ۳۰ نوامبر ۲۰۱۲ | اروپا        |                       | ۱۸           |
| Far Cry 3                                | یوبی‌سافت     |                       | ۴ دسامبر ۲۰۱۲  | ایالات متحده | BLUS-30687            | M            |
| Far Cry 3                                | یوبی‌سافت     | PlayStation Store PS3 | ۴ دسامبر ۲۰۱۲  | ایالات متحده |                       | M            |
| Far Cry 3                                | یوبی‌سافت     | BLJM-60532            | ۷ مارس ۲۰۱۳    | ژاپن         |                       | Z            |
| Far Cry 3 (Ultimate Edition)             | یوبی‌سافت     |                       | ۲۱ می ۲۰۱۳     | ایالات متحده | PlayStation Store PS3 | +۱۸          |
| Far Cry 3                                | یوبی‌سافت     | NPJB-00559            | ۲۷ فوریه ۲۰۱۴  | ژاپن         | PlayStation Store PS3 | Z            |
| Far Cry 3 (Ubi the Best)                 | یوبی‌سافت     | BLJM-61164            | ۲۷ فوریه ۲۰۱۴  | ژاپن         | 4949244003414         | Z            |

### جدول فروش
این بازی تا نوامبر ۲۰۱۳ در مجموع ویرایش‌های عرضه شده به فروش حدود ۵٬۷۳ میلیون نسخه در سطح جهان رسید.
| کشور       | ایکس‌باکس ۳۶۰ | پلی‌استیشن ۳ | مایکروسافت ویندوز |
| ---------- | ------------ | ----------- | ----------------- |
| آمریکا     | ۷۷۰٬۶۱۸      | ۴۲۷٬۶۹۳     | ۱۱۵٬۲۱۶           |
| بریتانیا   | ۴۱۶٬۸۱۱      | ۲۲۹٬۷۰۰     | ۳۵٬۴۵۰            |
| آلمان      | ۹۸٬۳۴۰       | ۱۸۹٬۶۷۱     | ۱۰۹٬۵۱۴           |
| فرانسه     | ۱۰۸٬۱۲۰      | ۱۵۰٬۰۴۷     | ۳۰٬۵۴۸            |
| ژاپن       | ۱۵٬۱۲۸       | ۷۸٬۶۱۳      | —                 |
| فروش جهانی | ۲٬۶۰۰٬۰۰۰    | ۲٬۴۹۰٬۰۰۰   | ۶۴۰٬۰۰۰           |

## شخصیت‌های بازی
در فار کرای ۳ برخلاف نسخه قبل تنها یک کاراکتر قابل بازی وجود دارد، شخصیت‌های این بازی از سه گروه: ۱- مسافران (جیسون برادی و دوستانش)، ۲- قاچاقچیان مواد مخدر و انسان، و ۳- بومیان جزیره تشکیل شده‌اند.
شخصیت اصلی و قابل کنترل بازی، جیسون برادی یکی از گردشگران به دام افتاده در جزیره است و سیترا مونته‌نگرو و دنیس راجرز جزو مهم‌ترین هم جبهه‌های او در جزیره روک هستند؛ در طرف مقابل واس مونته‌نگرو، رهبر دزدان دریایی و هیت ولکر، رئیس کل قاچاقچیان جزو دشمنان اصلی کاراکتر جیسون در فار کرای ۳ هستند.
| نام شخصیت       | قابل کنترل؟ | پست                            | نقش در بازی | وضعیت در پایان داستان |
| --------------- | ----------- | ------------------------------ | --- | --------------------- |
| جیسون برادی     | بله         | کاراکتر اصلی و قابل کنترل بازی | جیسون برادی شخصیت اصلی و قابل کنترل بازی است که به همراه دوستانش برای تفریح به جزیره روک آمده‌است. پس از اسارت، وی به کمک برادرش که آموزش نظامی دیده‌است سعی می‌کنند تا فرار کنند اما در هنگام فرار برادر وی توسط واس به قتل می‌رسد. جیسون به کمک راهنمای بومی خود یعنی دنیس راجرز و قبیله راکیات دوباره با دوست دخترش و دیگر گردشگران ارتباط برقرار می‌کند، دنیس در مسیر تبدیل شدن به یک جنگجو به جیسون کمک کرده و وی را ترغیب می‌کند تا جزیره را از دست دشمنان آزاد سازد. | زنده/مرده             |
| واس مونته‌نگرو   | خیر         | رهبر دزدان دریایی              | واس رهبر گروه دزدان دریایی است که در تمام مراحل بازی جزو دشمنان اصلی جیسون شمرده می‌شود. شخصیت پرتناقض و پیچیده واس سبب شده‌است تا وی جزو یکی از شخصیت‌های استثنایی بازی‌های رایانه‌ای در سال ۲۰۱۲ به‌شمار رود. | مرده                  |
| سیترا مونته‌نگرو | خیر         | رهبر بومیان                    | سیترا رهبر بومیان جزیره است که در واقع خواهر واس مونته‌نگرو است. وی به آئین‌های جادویی معتقد است و در طول بازی سعی دارد به جیسون در جهت کشتن برادرش و نهایتاً تبدیل شدن به «جنگجوی کامل» کمک کند. | زنده/مرده             |
| هیت ولکر        | خیر         | رئیس دزدان دریایی جزیره جنوبی  | هیت ولکر رئیس کل قاچاقچیان و دزدان دریایی جزیره جنوبی فار کرای ۳ است که تمام دشمنان موجود در نقشه جزیره جنوبی، سربازان مزدور وی هستند. | مرده                  |
| دنیس راجرز      | خیر         | نجات‌دهنده و مسئول آموزش جیسون  | دنیس راجرز ناجی جان جیسون و مسئول آموزش زنده ماندن در جنگل به وی است، وی در پایان بازی از روی حس شکست سیترا را می‌کشد. | زنده                  |
| لیزا اسنو       | خیر         | دوست‌دختر جیسون                 | لیزا اسنو دوست‌دختر جیسون است که توسط واس به اسارت گرفته شده‌است. اشتیاق، هوشمندی و منطقی بودن جزو ویژگی‌های شخصیتی وی هستند. لیزا توسط جیسون از یک ساختمان در حال سوختن نجات داده می‌شود. | زنده/مرده             |
| دکتر ارنهارد    | خیر         | دکتر                           | دکتر الک ارنهارد یک پزشک است که در طول بازی به عنوان یک مرد خوب به نظر می‌رسد و به جیسون برای درمان زخم‌هایش کمک می‌کند. او یک آزمایشگاه در جزیره شمالی داشته و به فروش مواد مخدر در بازار سیاه اشتغال دارد. جیسون در مراحلی از بازی به جمع‌آوری چیزهایی برای او می‌پردازد. | مرده                  |
| دیزی لی         | خیر         | دوست‌دختر گرنت                  | دیزی لی دوست دختر گرنت، برادر کشته‌شدهٔ جیسون است. او در اثر آموزش‌هایی که دیده‌است، به یک شناگر قابل و مکانیک ماهر تبدیل شده‌است و به لیزا و سایرین برای فرار از جزیره کمک شایانی می‌کند. | زنده/مرده             |
| رایلی برادی     | خیر         | برادر جیسون                    | رایلی کوچکترین برادر جیسون است که توسط هیت ولکر اسیر شده و در آستانه فروش به یمنی‌ها بود. وی به همراه جیسون توسط هلیکوپتر فرار کرده و به عمارت دکتر ارنهارد آورده می‌شود. | زنده/مرده             |
| گرنت برادی      | خیر         | برادر جیسون                    | گرنت برادر بزرگتر جیسون است که در همان ابتدای بازی در حین تلاش برای فرار از پایگاه دزدان دریایی، توسط واس کشته شد. | مرده                  |

## بازخوردها
| گردآورنده  | امتیاز                                 |
| ---------- | -------------------------------------- |
| گیم‌رنکینگز | (X360) ۸۹٬۶۷٪ (PS3) ۸۹٬۱۸٪ (PC) ۸۸٬۱۲٪ |
| متاکریتیک  | (X360) ۹۱/۱۰۰ (PS3) ۹۰/۱۰۰ (PC) ۸۸/۱۰۰ |

| ناشر                   | امتیاز |
| ---------------------- | ------ |
| وان‌آپ.کام              | B−     |
| سی‌وی‌جی                 | ۹٬۴/۱۰ |
| اج                     | ۸/۱۰   |
| یوروگیمر               | ۱۰/۱۰  |
| جی۴                    | [ ۸۵ ] |
| گیم اینفورمر           | ۹٬۰/۱۰ |
| گیم‌اسپات               | ۹٬۰/۱۰ |
| گیمز ریدار+            | [ ۸۸ ] |
| گیم‌تریلرز              | ۸٬۶/۱۰ |
| آی‌جی‌ان                 | ۹٬۰/۱۰ |
| اوپی‌ام (بریتانیا)      | ۹/۱۰   |
| اواکس‌ام (بریتانیا)     | ۹/۱۰   |
| اواکس‌ام (ایالات متحده) | ۸٬۵/۱۰ |
| جاینت بامب             | [ ۹۴ ] |
| Joystiq                | [ ۹۵ ] |
| Grognards-R-Us         | ۵۰٪    |

انتشار بازی فار کرای ۳ تحسین گسترده منتقدان را به همراه داشت. بررسی‌های گیم‌رنکینگز و متاکریتیک بر روی نسخه ایکس‌باکس ۳۶۰ امتیاز ۸۹٬۶۷٪ و ۹۰ از ۱۰۰، بر روی نسخه پلی‌استیشن ۳ امتیاز ۸۹٬۱۸٪ و ۹۰ از ۱۰۰ و برای نسخه ویندوز امتیاز ۸۸٬۱۲٪ و ۸۸ از ۱۰۰ را به همراه داشت.
کریستوفر براون از وبگاه آل‌گیم تلاش جیسون برای پیدا کردن راهی برای نجات دوستانش از میان یاغیان و جنگجویان جزیره و همچنین و وجود چشم‌اندازی وسیع از غارها، معابد باستانی، کشتی‌های غرق‌شده و حیوانات وحشی را جزو ویژگی‌های بازی دانسته‌است و امتیاز ۴٬۵ ستاره را به این بازی داده‌است. وبگاه گیم رولیشن این بازی را به‌طور خلاصه با این عبارت توصیف کرده‌است: «اسکایریم اما با اسلحه» و امتیاز ۴ ستاره را به این بازی داده‌است. گیم اینفورمر به این بازی امتیاز ۹ از ۱۰ را داده‌است و و بازبودن دست بازیکن برای انتخاب روش بازی را را جزو معیارهای مثبت این بازی ارزیابی کرده‌است و آزادی موجود در فار کرای ۳ را هیجان‌انگیز خوانده‌است. مجله اج نیز در تمجید از «بازی وحشی و غیرقابل پیشبینی» به فار کرای ۳ نمره ۸ از ۱۰ را داد. گیم تریلرز از حس تکراری که جزیره روک به گیمر می‌دهد انتقاد کرد، اما داستان بازی، شخصیت‌ها و شباهت فار کرای ۳ به کیش یک آدم‌کش را تحسین کرد. تام برامول از وبگاه یوروگیمر، پس از بررسی کامل نقاط قوت و ضعف داستان و گیم‌پلی فار کرای ۳ به این بازی نمره کامل ۱۰ از ۱۰ را داده‌است. مجله رسمی ایکس‌باکس به بررسی کلی این بازی پرداخته و جراحی‌های آماتور جیسون برای التیام زخم‌های خود و پرواز با گلایدر را جزو نکات جالب بازی دانسته‌است. وبگاه آی‌جی‌ان بازی بسیار خوب شخصیت‌ها، برخوردهای غیرقابل پیش‌بینی دشمنان و محیط جهان آزاد بازی را ستوده و امتیاز ۹ از ۱۰ را به فار کرای ۳ داده‌است. وبگاه Video Game Writers نقشه فار کرای ۳ را بسیار بزرگ و چیزی شبیه به اسکایریم توصیف کرده و از احساس طبیعی که بازی به گیمر می‌دهد تمجید کرده‌است و همچنین طراحی صدای بازی را شایسته توجه دانسته‌است اما از پایین بودن سطح هوش مصنوعی دشمنان در بازی انتقاد کرده و آن را در بعضی مواقع خنده‌دار دانسته‌است.
وبگاه گیم اسپات بررسی کامل و مفصلی از بازی انجام داده و تمام ریزه‌کاری‌ها و مراحل آن را بررسی کرده‌است. در بررسی این وبگاه سلاح‌های بازی، پایگاه‌ها، روستاها، دشمنان، مراحل اصلی و فرعی و تقریباً هرچیزی که در بازی موجود است مورد تحلیل قرار گرفته‌است.

فار کرای ۳ بهترین چیز در همه بازی‌های جهان آزاد است. مناظر باورنکردنی از ابرها، حیات وحش، آسمان، تاج آفتاب و درختان و علف‌های بلند…
این یک دستاورد فنی شگفت‌آور است.

تام برامول، ۲۱ نوامبر ۲۰۱۲ ‏
این بازی در جوایز انتخاب توسعه‌دهندگان بازی برای دو رشته بهترین هنرهای تجسمی و بهترین تکنولوژی نامزد شد. همچنین فار کرای ۳ در نهمین دوره جوایز آکادمی بازی‌های رایانه‌ای بریتانیا برای جوایز متعددی چون بهترین بازی، بهترین دستاورد هنری، بهترین دستاورد صوتی و بهترین طراحی بازی و داستان نامزد شده و در نهایت موفق به بردن جایزه بهترین بازی اکشن شد.

## واژه‌نامه
1. ↑  Dan Hay
2. ↑  Kevin Guillemette
3. ↑  Jamie Keen
4. ↑  Andrea Zanini
5. ↑  فریاد در دوردست
6. ↑  Far Cry 3
7. ↑  Heat
8. ↑  The Rakyat
9. ↑  Monsoon
10. ↑  Falling Into a Dream
11. ↑  Journey Into Madness
12. ↑  Rook Island
13. ↑  We Are Watching You
14. ↑  Treasure of Zhang He
15. ↑  Fever Dream
16. ↑  Call of the Wild
17. ↑  Bad Trip
18. ↑  Path of the Warrior
19. ↑  Lost Child
20. ↑  Broken Compass
21. ↑  The Giant's Head
22. ↑  Further
23. ↑  Jason Brody
24. ↑  Vaas Montenegro
25. ↑  Citra Montenegro
26. ↑  Hoyt Volker
27. ↑  Dennis Rogers
28. ↑  Liza Snow
29. ↑  Earnhardt
30. ↑  Daisy Lee
31. ↑  Liza Snow
32. ↑  Grant Brody